# Memorándum de Budapest
El Memorándum de Budapest sobre Garantías de Seguridad es un acuerdo político firmado en Budapest, Hungría, el 5 de diciembre de 1994, ofreciendo garantías de seguridad por parte de sus signatarios con respecto a la adhesión de Ucrania al Tratado de No Proliferación Nuclear.  El memorándum fue originalmente suscrito por tres potencias nucleares: Rusia, Estados Unidos y Reino Unido. El Memorándum fue firmado por Leonid Kuchma, Borís Yeltsin, John Major y Bill Clinton. China y Francia más tarde consignaron análogas declaraciones individuales de garantía.
El memorándum incluye garantías de seguridad frente a las amenazas o el uso de la fuerza contra la integridad territorial o la independencia política de Ucrania, así como la de Bielorrusia y Kazajistán, siempre que no fuesen casos de defensa propia (artículo 2 del Memorándum). Como resultado, entre 1994 y 1996, Ucrania cedió a Rusia el tercer mayor arsenal nuclear del mundo, a cambio de «garantías de seguridad» de cinco potencias nucleares, una de las cuales, Rusia, constituye la principal amenaza para Ucrania.
El 27 de marzo de 2014, en respuesta a la crisis de Crimea, la Asamblea General de las Naciones Unidas aprobó la Resolución 68/262 (llamada Integridad territorial de Ucrania). Aprobada por 100 países, afirmó el compromiso de las Naciones Unidas para reconocer a Crimea como parte de Ucrania, rechazando el referéndum sobre el estatus político.
Tras la anexión de Crimea por parte de Rusia, Estados Unidos declaró que la acción de Rusia es una violación de sus obligaciones para con Ucrania en el contexto del Memorándum de Budapest, y una clara violación de la soberanía y la integridad territorial de Ucrania.